# Le Ponchel
Le Ponchel là một xã trong tỉnh Pas-de-Calais, vùng Hauts-de-France, Pháp.

## Địa lý
Le Ponchel có cự ly 34 dặm (55 km) phía tây Arras, tại giao lộ của các tuyến đường D121 và đường D119, bên bờ sông Authie, ranh giới với tỉnh Somme.

## Dân số
| 1962                                                              | 1968 | 1975 | 1982 | 1990 | 1999 | 2006 |
| ----------------------------------------------------------------- | ---- | ---- | ---- | ---- | ---- | ---- |
| 221                                                               | 230  | 192  | 193  | 210  | 213  | 232  |
| Số liệu điều tra dân số tính từ năm 1962, dân số chỉ tính một lần |      |      |      |      |      |      |

## Địa điểm nổi bật
- Nhà thờ St.Jean, thế kỷ 18.